# Ficus heteroselis
Ficus heteroselis är en mullbärsväxtart som beskrevs av Bur.. Ficus heteroselis ingår i släktet fikonsläktet, och familjen mullbärsväxter. Inga underarter finns listade i Catalogue of Life.